# Alberto Fontana
Alberto Fontana (ur. 23 stycznia 1967 w Cesenie) – włoski piłkarz występujący na pozycji bramkarza.

## Kariera klubowa
Alberto Fontana jest wychowankiem klubu AC Cesena. Następnie został wypożyczany do Vis Pesaro, gdzie w 1986 roku rozpoczynał zawodową karierę. Później powrócił do Ceseny, jednak jeszcze przed debiutem w tej drużynie został wypożyczony do zespołu SPAL 1907. Następnie powrócił do Ceseny i w sezonie 1990/1991 wywalczył sobie miejsce w podstawowej jedenastce. Dla „Cavalluccio Marino” Fontana rozegrał łącznie 103 ligowe pojedynki.
W 1993 roku Włoch przeszedł do AS Bari. Od razu stał się jego pierwszym bramkarzem i przez cztery lata wystąpił w 133 spotkaniach, 65 Serie A i 68 Serie B. Kolejne trzy i pół roku Fontana spędził w Atalancie BC i w tym czasie rywalizował zarówno w rozgrywkach pierwszej, jak i drugiej ligi. W trakcie sezonu 2000/2001 został wypożyczony do SSC Napoli, a po zakończeniu rozgrywek trafił do Interu Mediolan, jednak przez cztery lata pełnił tam rolę zmiennika dla Francesco Toldo i łącznie zanotował tylko dziesięć występów. Z ekipą „Nerazzurrich” w sezonie 2004/2005 Fontana wywalczył Puchar Włoch.
Podczas sezonu 2005/2006 włoski piłkarz grał w Chievo Werona, a latem 2006 roku podpisał kontrakt z US Palermo. Przez dwa pierwsze sezony spędzone w drużynie „Aquile” był podstawowym bramkarzem, jednak na początku rozgrywek 2008/2009 w wyjściowej jedenastce zaczął grać pozyskaniu z Livorno Marco Amelia. Fontana był wówczas najstarszym piłkarzem grającym w Serie A. 30 czerwca 2009 roku jego kontrakt z Palermo wygasł i Włoch został wolnym zawodnikiem. Następnie Fontana zakończył piłkarską karierę.
W swojej karierze rozegrał 240 spotkań w Serie A.